# Dicentra uniflora
Dicentra uniflora là một loài thực vật có hoa trong họ Anh túc. Loài này được Kellogg mô tả khoa học đầu tiên năm 1871.

## Hình ảnh

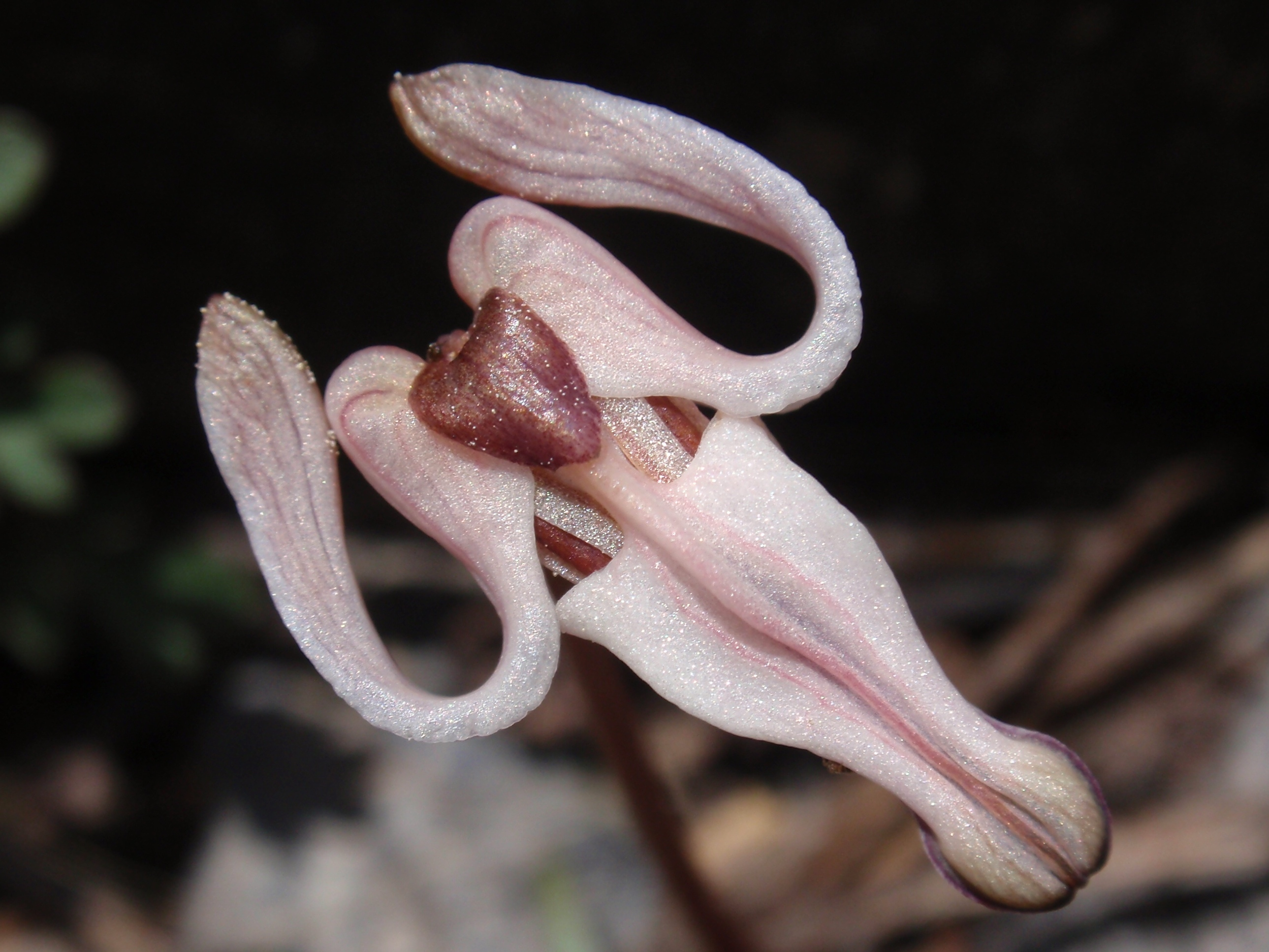